# Silvervedblomfluga
Silvervedblomfluga (Xylota caeruleiventris) är en tvåvingeart som beskrevs av Zetterstedt 1838. Silvervedblomfluga ingår i släktet vedblomflugor, och familjen blomflugor.
Artens utbredningsområde är Sverige. Arten är reproducerande i Sverige. Inga underarter finns listade i Catalogue of Life.